# Lobos

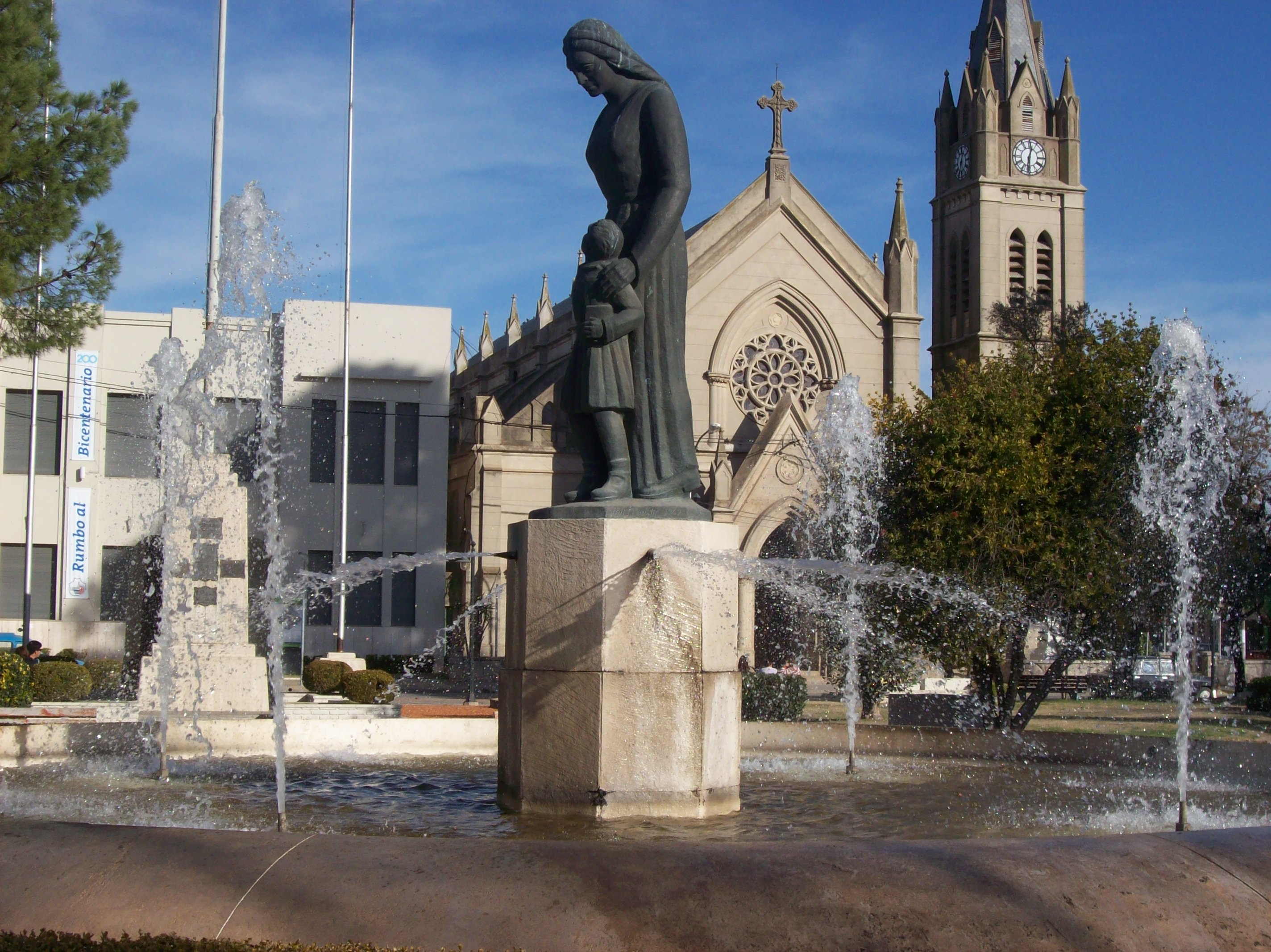
Lobos (2009)

Lobos ist eine Stadt in der Provinz Buenos Aires in Argentinien, 100 Kilometer in südwestlicher Richtung von Buenos Aires entfernt. Sie wurde am 2. Juni 1802 von José Salgado gegründet und hatte 33.141 Einwohner im Jahr 2001.

## Söhne und Töchter der Stadt
- Juan Perón (1895–1974), zweimaliger Präsident Argentiniens
- Melany Krywoj (* 1998), Tennisspielerin